# Free European Song Contest 2021
Der 2. Free European Song Contest fand am 15. Mai 2021 in Köln statt und wurde von Conchita Wurst und Steven Gätjen moderiert. Den Wettbewerb gewann mit 116 Punkten für Irland Rea Garvey mit einem Irish Folk-Remix (Jördis Tielsch an der Fiddle) des von ihm selbst, Nicolas Rebscher und Vitali Zestovskih geschriebenen Songs The One.

## Format

### Austragungsort und Moderation
Der Free European Song Contest 2021 erfolgte wie im Vorjahr in der deutschen Stadt Köln. Jedoch wurde er nicht in den Brainpool Studios veranstaltet, sondern in der Lanxess Arena.
Der Wettbewerb 2021 wurde von den beiden Vorjahres-Moderatoren Conchita Wurst, österreichischer Sänger und Sieger des Eurovision Song Contest 2014, und Steven Gätjen, deutsch-amerikanischer Fernsehmoderator, moderiert.

### Eröffnungsact und Intervall-Acts
In der Online-Pressekonferenz am 12. Mai 2021 wurde bekannt, dass Vorjahressieger Nico Santos als Eröffnungsact auftreten sollte. Jedoch musste Santos seine Teilnahme noch während der Pressekonferenz kurzfristig absagen. Stattdessen sang der Vorjahresteilnehmer Helge Schneider seinen deutschen FreeESC-Beitrag forever at home.
Als Intervall-Act traten Die Prinzen zusammen mit Eko Fresh und MoTrip mit ihrem Lied Millionär 2021 auf. Anschließend sang Conchita Wurst ihren Song Malebu.

## Teilnehmer
Am 29. April 2021 gab ProSieben die 16 Teilnehmerländer für den Wettbewerb 2021 bekannt. Anstelle des Vereinigten Königreiches aus dem letzten Jahr nahmen 2021 die beiden Landesteile England und Schottland getrennt voneinander am Wettbewerb teil. Deutschland, Irland, Italien, Kroatien, die Niederlande, Österreich, Polen, die Schweiz und die Türkei nahmen zum zweiten Mal teil, während Belgien, Frankreich, Griechenland und Slowenien debütierten. Der Mond, Bulgarien, Israel, Kasachstan sowie Dänemark traten nicht erneut an.
Helge Schneider trat zum zweiten Mal für Deutschland beim Wettbewerb auf, jedoch diesmal unter dem Namen Udo Lindenberg.

## Ergebnisliste
Mit der Ausnahme des deutschen Repräsentanten wurden alle Interpreten am 12. Mai 2021 in einer Online-Pressekonferenz bekannt gegeben.
| Platz | Startnr. | Land         | Interpret                          | Lied Musik (M) und Text (T)                                                                             | Sprache               | Übersetzung (inoffiziell)   | Punkte | Bild            |
| ----- | -------- | ------------ | ---------------------------------- | --- | --------------------- | --------------------------- | ------ | --------------- |
| 01.   | 11       | Irland       | Rea Garvey                         | The One M/T: Rea Garvey, Nicolas Rebscher, Vitali Zestovskih                                            | Englisch              | Der Eine                    | 116    | Rea Garvey      |
| 02.   | 09       | Niederlande  | Danny Vera                         | Roller Coaster M/T: Danny Vera, John Verhoeven                                                          | Englisch              | Achterbahn                  | 94     | Danny Vera      |
| 03. 1 | 01       | Belgien      | Milow                              | ASAP M/T: Joacim Persson, Milow, Martin Gallop, Sebastian Arman                                         | Englisch              | So bald wie möglich         | 77     | Milow           |
| 04. 1 | 14       | Schottland   | Amy Macdonald                      | Statues M/T: Amy Macdonald, Thom Kirkpatrick                                                            | Englisch              | Statuen                     | 77     | Amy Macdonald   |
| 05.   | 16       | Deutschland  | Helge Schneider als Udo Lindenberg | Supergeiler Helge Schneider M/T: Helge Schneider                                                        | Deutsch               | –                           | 69     | Helge Schneider |
| 06.   | 04       | Türkei       | Elif                               | Alles Helal M/T: Elif Demirezer, Beatgees, Farsad „Fayzen“ Zoroofchi                                    | Deutsch, Türkisch     | –                           | 68     | Elif            |
| 07.   | 12       | Österreich   | Mathea                             | Tut mir nicht leid M/T: Mathea, Johannes Herbst, Karo Schrader, Yanek Stärk                             | Deutsch               | –                           | 67     | Mathea          |
| 08.   | 13       | Frankreich   | Hugel feat. Bloodline              | VIP M/T: Florent Hugel, Robbie McDade, James Watts, Chris Mears                                         | Englisch, Französisch | –                           | 65     | Hugel           |
| 09.   | 07       | England      | Mighty Oaks                        | Mexico M/T: Mighty Oaks                                                                                 | Englisch              | Mexiko                      | 60     | Mighty Oaks     |
| 10.   | 06       | Spanien      | Juan Daniél                        | Corazón M/T: Juan Daniél, Irene Claussen Gómez, Laura Kloos, Jules Kalmbacher, Jens Schneider           | Spanisch              | Herz                        | 52     | Juan Daniél     |
| 11.   | 02       | Italien      | Mandy Capristo                     | 13 Schritte M/T: Mandy Capristo, Kim Wennerström, Jan Philipp Bednorz, Ilira Gashi, Jaro Omar           | Deutsch, Italienisch  | –                           | 41     | Mandy Capristo  |
| 12.   | 15       | Schweiz      | Seven                              | Unser kleines Wunder                                                                                    | Deutsch               | –                           | 40     | Seven           |
| 13.   | 05       | Polen        | Fantasy                            | Wild Boys M/T: Fantasy                                                                                  | Deutsch, Polnisch     | Wilde Jungs                 | 34     | Fantasy         |
| 14.   | 03       | Slowenien    | Ben Dolic                          | Stuck in My Mind M/T: Benjamin Dolic, Chris Durkin, Francisco Faria, Riccardo Barletta, Gethin Williams | Englisch, Slowenisch  | Mir im Gedächtnis geblieben | 27     | Ben Dolic       |
| 15.   | 10       | Griechenland | Sotiria                            | Herz M/T: Henning Verlage, Bahar Henschel, Sotiria                                                      | Deutsch, Griechisch   | –                           | 23     | Sotiria         |
| 16.   | 08       | Kroatien     | Jasmin Wagner                      | Gold M/T: Jasmin Wagner, Thomas Porzig                                                                  | Deutsch, Kroatisch    | –                           | 18     | Jasmin Wagner   |

## Punktetafel
Erster beim Voting
| Land         | Punkte | Punkte | Punkte | Punkte | Punkte | Punkte | Punkte | Punkte | Punkte | Punkte | Punkte | Punkte | Punkte | Punkte | Punkte | Punkte | Punkte | Punkte  |
| Land         | Gesamt | BE     | DE     | EN     | FR     | GR     | IE     | IT     | HR     | NL     | AT     | PL     | SC     | CH     | SL     | ES     | TR     | Votings |
| ------------ | ------ | ------ | ------ | ------ | ------ | ------ | ------ | ------ | ------ | ------ | ------ | ------ | ------ | ------ | ------ | ------ | ------ | ------- |
| Belgien      | 077    |        | 1      | 10     | 6      | 8      | 4      | 5      | –      | –      | –      | 6      | 8      | 3      | 10     | 10     | 6      | 12      |
| Deutschland  | 069    | 4      |        | 5      | 5      | 12     | 2      | 8      | 6      | 3      | –      | 2      | –      | 4      | –      | 8      | 10     | 12      |
| England      | 060    | 1      | 4      |        | 10     | –      | 10     | –      | 3      | 2      | 4      | 12     | 6      | 6      | –      | 2      | –      | 11      |
| Frankreich   | 065    | 7      | –      | 2      |        | –      | 12     | 4      | 1      | 6      | –      | 3      | 7      | –      | 8      | 12     | 3      | 11      |
| Griechenland | 023    | –      | 2      | 7      | –      |        | –      | –      | –      | 4      | 1      | –      | 3      | –      | 6      | –      | –      | 06      |
| Irland       | 116    | 5      | 12     | 4      | 4      | 10     |        | 10     | 7      | 5      | 12     | 7      | 12     | 12     | 1      | 7      | 8      | 15      |
| Italien      | 041    | –      | –      | 3      | –      | 2      | 3      |        | 5      | 12     | –      | 1      | 4      | 2      | 2      | 5      | 2      | 11      |
| Kroatien     | 018    | –      | 6      | –      | –      | 3      | –      | 2      |        | –      | 3      | –      | 2      | –      | –      | 1      | 1      | 07      |
| Niederlande  | 094    | 12     | 8      | 1      | 8      | 1      | 7      | 6      | 10     |        | 7      | 10     | 10     | 7      | 4      | 3      | –      | 14      |
| Österreich   | 067    | 8      | –      | 12     | 3      | –      | 6      | 7      | 8      | –      |        | –      | –      | –      | 12     | 4      | 7      | 09      |
| Polen        | 034    | –      | 5      | 6      | –      | 5      | 1      | –      | –      | –      | 5      |        | –      | –      | –      | –      | 12     | 06      |
| Schottland   | 077    | 3      | 7      | –      | 12     | 7      | 8      | 1      | 4      | 10     | 10     | 5      |        | 10     | –      | –      | –      | 11      |
| Schweiz      | 040    | 10     | –      | 8      | 1      | –      | –      | –      | –      | 8      | –      | 4      | –      |        | 5      | –      | 4      | 07      |
| Slowenien    | 027    | –      | –      | –      | 7      | –      | –      | 3      | –      | 7      | 2      | –      | –      | 8      |        | –      | –      | 05      |
| Spanien      | 052    | 6      | 3      | –      | –      | 4      | 5      | –      | 2      | –      | 6      | 8      | 5      | 1      | 7      |        | 5      | 11      |
| Türkei       | 068    | 2      | 10     | –      | 2      | 6      | –      | 12     | 12     | 1      | 8      | –      | 1      | 5      | 3      | 6      |        | 12      |

### Statistik der Zwölf-Punkte-Vergabe
| Anzahl | Land        | erhalten von                                 |
| ------ | ----------- | -------------------------------------------- |
| 4      | Irland      | Schottland, Schweiz, Deutschland, Österreich |
| 2      | Frankreich  | Irland, Spanien                              |
| 2      | Österreich  | Slowenien, England                           |
| 2      | Türkei      | Italien, Kroatien                            |
| 1      | Deutschland | Griechenland                                 |
| 1      | England     | Polen                                        |
| 1      | Italien     | Niederlande                                  |
| 1      | Niederlande | Belgien                                      |
| 1      | Polen       | Türkei                                       |
| 1      | Schottland  | Frankreich                                   |

## Punktesprecher
Außer in den Ländern Deutschland, Österreich und Schweiz waren die Punktesprecher ebenfalls die Punktevergeber des Landes, da dort kein Televoting stattfand.
| Nr. | Land         | Punktesprecher    | Anmerkungen              |
| --- | ------------ | ----------------- | ------------------------ |
| 01  | Irland       | Johnny Logan      | ESC-Sieger 1980 und 1987 |
| 02  | Belgien      | Eric Kabongo      |                          |
| 03  | Niederlande  | Sylvie Meis       |                          |
| 04  | Frankreich   | Ofenbach          |                          |
| 05  | Schottland   | Nathan Evans      |                          |
| 06  | Türkei       | Eko Fresh         | FreeESC-Teilnehmer 2020  |
| 07  | Griechenland | Lucas Cordalis    |                          |
| 08  | Slowenien    | Lina Kuduzović    | JESC-Teilnehmerin 2015   |
| 09  | Spanien      | Javi Martínez     |                          |
| 10  | Polen        | Halina            | Martin Heins Cousine     |
| 11  | England      | Ross Antony       |                          |
| 12  | Italien      | Pietro Lombardi   |                          |
| 13  | Kroatien     | Monica Ivancan    |                          |
| 14  | Schweiz      | Fabio Landert     | Schweizer Comedian       |
| 15  | Deutschland  | Sasha             |                          |
| 16  | Österreich   | Christina Stürmer |                          |

## Übertragung und Einschaltquoten
In Deutschland übertrug der Fernsehsender ProSieben die zweite Ausgabe des Musikwettbewerbs. In Österreich und in der Schweiz (inklusive Liechtenstein) wurde sie über ProSieben Austria und ProSieben Schweiz ohne landesspezifischen Kommentatoren übertragen. Dabei wurde erneut das Sendesignal von ProSieben aus Deutschland übernommen.
| Datum        | Sender            | Zuschauer | Zuschauer       | Marktanteil | Marktanteil     |
| Datum        | Sender            | Gesamt    | 14 bis 49 Jahre | Gesamt      | 14 bis 49 Jahre |
| ------------ | ----------------- | --------- | --------------- | ----------- | --------------- |
| 15. Mai 2021 | ProSieben         | 1,38 Mio. | 0,76 Mio.       | 5,4 %       | 11,8 %          |
| 15. Mai 2021 | ProSieben Austria | 0,06 Mio. | 0,028 Mio.      |             | 3,6 %           |

## Trivia
- Folgende Mitwirkende beim Free European Song Contest 2021 waren ebenfalls beim Eurovision Song Contest oder Bundesvision Song Contest beteiligt:
  - Stefan Raab: u. a. deutscher Teilnehmer beim Eurovision Song Contest 2000 (für weitere Beteiligungen siehe Stefan Raab#Raab beim ESC) und Moderator BuViSoCo
  - Conchita Wurst: u. a. österreichischer Teilnehmer und Sieger des Eurovision Song Contest 2014
  - Steven Gätjen: deutscher Co-Kommentator Eurovision Song Contest 2011 im ersten Halbfinale und Moderator des deutschen Vorentscheides Unser Star für Baku für den Eurovision Song Contest 2012
  - Ben Dolic: eigentlicher deutscher Teilnehmer des Eurovision Song Contest 2020
  - Mathea: Teil der österreichischen Jury des Eurovision Song Contest 2019
  - Johnny Logan: irischer Teilnehmer und Sieger des Eurovision Song Contest 1980 sowie 1987
  - Lina Kuduzović: slowenische Teilnehmerin des Junior Eurovision Song Contest 2015
  - Heavytones: Auftritt beim Eurovision Song Contest 2004 mit Max Mutzke, waren Teil der deutschen Vorentscheide SSDSGPS, Unser Star für Oslo, Unser Song für Deutschland, Unser Star für Baku, Teil des Eröffnungsactes beim Eurovision Song Contest 2011 und waren beteiligt am BuViSoCo 2014 und 2015
  - Herbert Jösch (Mitglied der Heavytones): trat mit Stefan Raab beim Eurovision Song Contest 2000 auf
  - Wolfgang Dalheimer (Mitglied der Heavytones): musikalischer Experte von Unser Song 2017 und musikalischer Leiter von Unser Lied für Lissabon sowie Unser Lied für Israel

- Irland bekam von den Ländern, die per Zuschauervoting abgestimmt haben, jeweils die höchste Punktzahl.
- Frankreich, die Schweiz und Österreich sind die einzigen Länder, die keine Punkte per Zuschauervoting erhalten haben.
- Irland mit Rea Garvey gewann genau wie Vorjahressieger Nico Santos (für Spanien) mit der Startnummer 11 den Wettbewerb.
- Die Niederlande erreichten wie im Vorjahr den zweiten Platz; die Türkei den sechsten, womit sie die alleinigen Teilnehmerländer waren, welche ihr Ergebnis weder verbesserten noch verschlechterten.
- Irland, Italien, Österreich und die Schweiz sind die einzigen Teilnehmer, die ihre Platzierung gegenüber dem Vorjahr verbessern konnten.
- Deutschland, Kroatien, Polen und Spanien schnitten schlechter ab.
- Kroatien fuhr mit 18 Punkten einen Negativrekord aller Teilnehmer ein.
- Helge Schneider ist der einzige Interpret, der zum zweiten Mal antrat.
- Eko Fresh wirkte erneut beim Free European Song Contest mit. Während er im Vorjahr als Repräsentant für die Türkei teilnahm, trat er dieses Jahr als Teil des Intervall-Acts sowie als Punktesprecher für die Türkei auf.
- Von den 10 Teilnehmerländern, die an beiden Ausgaben teilgenommen haben, konnten mit Deutschland, Irland und den Niederlanden drei Länder die höchste Wertung von 12 Punkten jeweils 4 mal für sich gewinnen.
- Von den 10 Teilnehmerländern, die an beiden Ausgaben teilgenommen haben, konnten die Niederlande mit 26 Votings die meisten Juryvotings für sich gewinnen; Österreich mit 15 Votings die wenigsten.